# Leigh Light

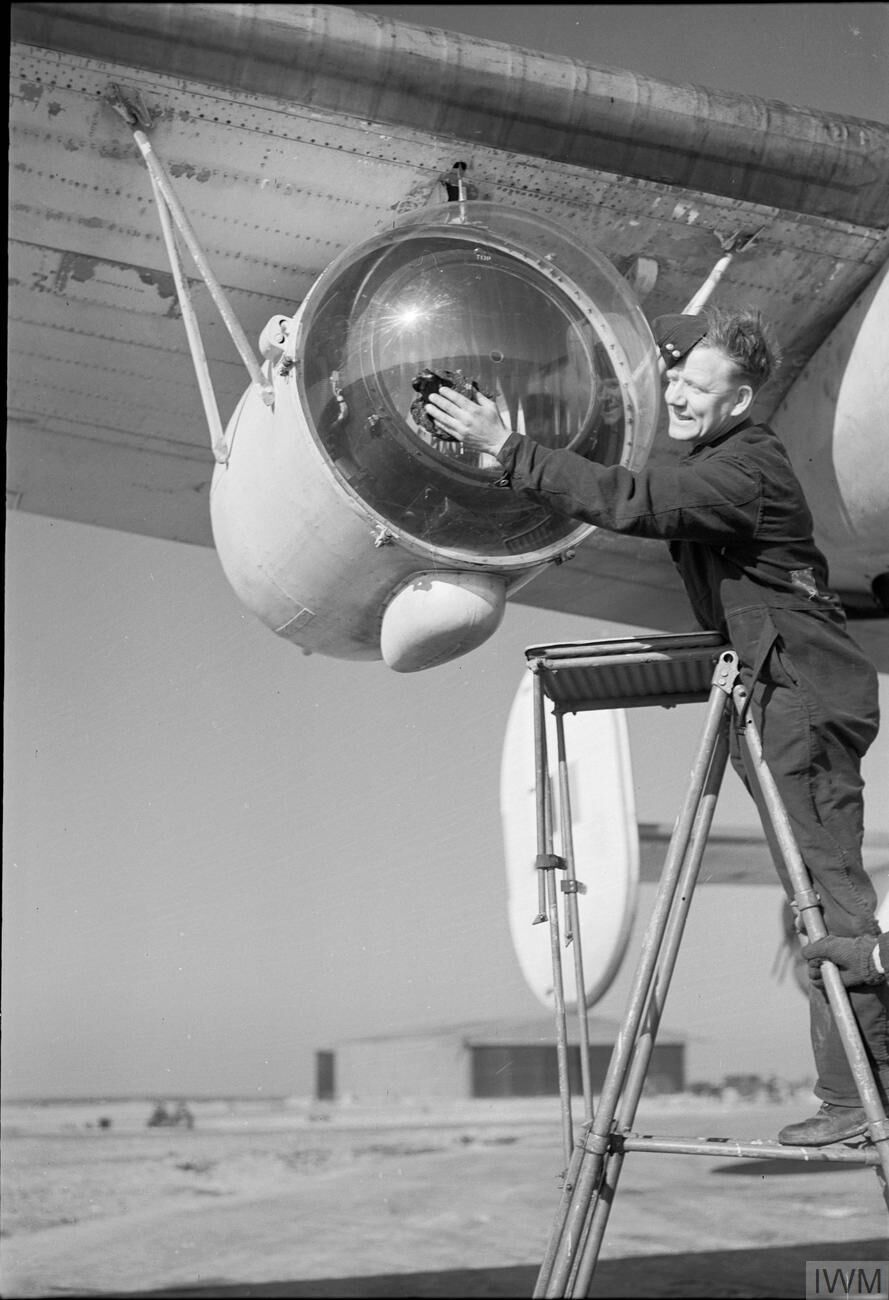
Leigh Light

Leigh Light was een zoeklicht dat de geallieerden tijdens de Tweede Wereldoorlog gebruikten om 's nachts vijandelijke doelen te zoeken.
Leigh Light werd uitgevonden door de Britse squadron-commandant Humphry de Verde Leigh. Het werd op vliegtuigen gemonteerd en diende vooral om aan de oppervlakte varende Duitse onderzeeërs te vinden. Halverwege  1942 bleek dit Leigh Light, in combinatie met de nieuwe radartechnologie, uiterst effectief in de strijd tegen de onderzeeërs.
Leigh Light had een bijzonder hoge lichtsterkte; het bereik van het zoeklicht was ongeveer 200 meter. Als een vlieger een duikboot in het vizier had, voerde hij meteen een bomaanval uit. Een onderzeeër had ongeveer 20 à 25 seconden nodig om  onder te duiken. Meestal liep de onderzeeër schade op door de bommenexplosie, die soms fataal was. Voorbeelden van onderzeeboten die zo tot zinken werden gebracht zijn de U-502 in de buurt van de VS, de U-165 toen deze op weg was van Kiel naar Frankrijk en de U-578, de U-705 en de U-751, alle in de Golf van Biskaje.